# Pithiviers-le-Vieil
Pithiviers-le-Vieil är en kommun i departementet Loiret i regionen Centre-Val de Loire strax norr Frankrikes mitt. Kommunen ligger i kantonen Pithiviers som tillhör arrondissementet Pithiviers. År 2022 hade Pithiviers-le-Vieil 1 729 invånare.

## Befolkningsutveckling
Antalet invånare i kommunen Pithiviers-le-Vieil
| Referens: INSEE |